# HMS Cressy (1899)
HMS Cressy (Корабль Его Величества «Кресси») — британский броненосный крейсер типа «Кресси», построенный в 1900 году. После ввода в строй служил на Китайской станции. В 1907 был переведён в Североамериканскую и Вест-Индскую станцию, с 1909 года — в резерве. Выведен из резерва в начале Первой мировой войны, сыграл незначительную роль в сражении в Гельголандской бухте через несколько недель после начала войны. 22 сентября 1914 года «Кресси» вместе с двумя однотипными кораблями был торпедирован и потоплен немецкой подводной лодкой U-9, потери экипажа составили 560 человек.

## Конструкция
Проектное водоизмещение «Кресси» составило 12 190 т (12 000 длинных тонн). Корабль имел общую длину 143,9 м (472 футов), ширину 21,3 м (69 футов 9 дюймов) и проектную осадку при полном водоизмещении 8,2 м (26 футов 9 дюймов). Он был оснащен двумя 4-цилиндровыми паровыми машинами тройного расширения, каждой с приводом на один вал, общая мощность 21 000 индикаторных лошадиных силы (15 660 кВт) и скорость 21 узел (39 км/ч; 24 миль/ч). Пар вырабатывали 30 паровых котлов Бельвиля. На ходовых испытаниях «Кресси» развил ход 20,7 узла (38,3 км/ч; 23,8 мили в час), став самым тихоходным в своём типе. Максимальный запас угля — 1600 длинных тонн. Численность экипажа колебалась от 725 до 760 офицеров и нижних чинов.

### Вооружение
Главный калибр состоял из двух 9,2-дюймовых (234-мм) пушек в одноорудийных башнях, размещённых в носу и корме. Установки имели угол возвышения до 15°, что обеспечивало для 170 кг снарядов максимальную дальность стрельбы, равную 14 200 м. Средний калибр состоял из двенадцати 6-дюймовых (152-мм) орудий Mk VII, которые были расположены в казематах по бортам. Восемь из них были установлены на главной палубе и могли использоваться только в безветренную погоду. Они стреляли 45,4 кг снарядами и имели максимальную дальность стрельбы, равную 12 200 ярдов (11 200 м). Двенадцать 12-фунтовых пушек предназначались для защиты от миноносцев, восемь находились в казематах на верхней палубе и четыре — в надстройке. Так же на крейсерах были два подводных 18-дюймовых (457-мм) торпедных аппарата.

### Бронирование
Крупповская броня. Главный броневой пояс был толщиной 152 мм и высотой 4,5 метра, спереди и сзади замыкался броневыми траверзами толщиной 127 мм. Броневая палуба имела толщину 25 мм, а от кормового траверза в корму её толщина составляла 76 мм. Толщина брони башен составляла 152 мм, толщина брони казематов была от 127 до 51 мм, боевой рубки — 305 мм. Длина броневого пояса — 70 м. Общая площадь забронированного борта — %.

## Служба
«Кресси», названный в честь победы англичан при Кресси, был заложен на верфи Fairfield Shipbuilding в Говане (Шотландия) 12 октября 1898 года и спущен на воду 4 декабря 1899. После окончания ходовых испытаний поступил во флот резерва в Портсмуте 24 мая 1901 года. В начале октября 1901 года убыл из метрополии, прибыл в Коломбо 7 ноября, затем отправился в Сингапур и прибыл туда 16 ноября. С 1907 по 1909 находился на Североамериканской и Вест-Индской станции, по возвращении домой переведён в резерв.
Вскоре после начала Первой мировой войны (в августе 1914 года) корабль вошёл в состав в 7-й крейсерской эскадры Королевского флота. Эскадра занималась патрулированием Северного моря, перед ней была поставлена задача по поддержки эсминцев и подводных лодок, базировавшихся в Харидже, которые защищали восточную часть Ла-Манша — маршрут поставок между Англией и Францией. Во время битвы в Гельголандской бухте 28 августа, корабль был частью «крейсерского отряда С» (англ. Cruiser Force C), в резерве, и не участвовал в боевых действиях. После битвы контр-адмирал Артур Кристиан приказал «Кресси» взять на борт 165 не раненых немецких пленных.

### Гибель

Схема атаки

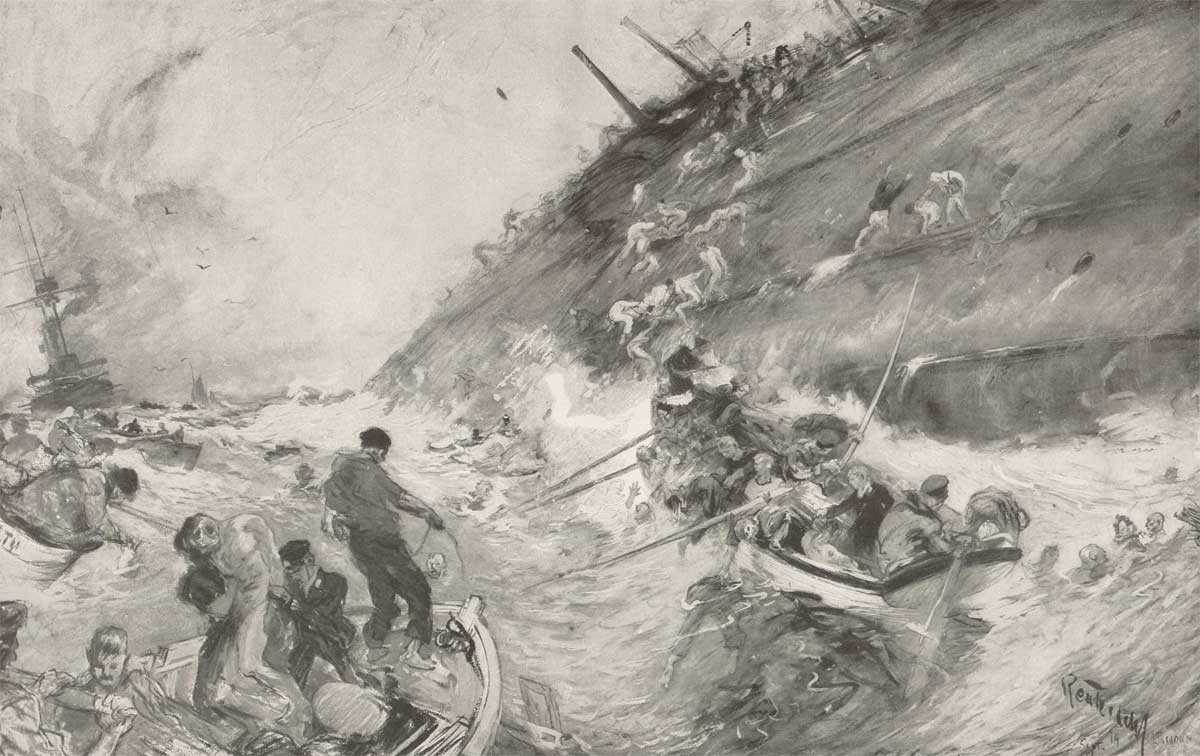
картина «Потопление „Кресси“»

Утром 22 сентября «Кресси», «Абукир» и «Хог» патрулировали, не имея сопровождения эсминцев, поскольку последние были вынуждены искать укрытие от непогоды. Три крейсера шли в строю фронта со скоростью 10 узлов, держа между собой дистанцию около двух километров. Они не ожидали подводной атаки, но было выставлено наблюдение и одно орудие с каждого борта находилось в постоянной готовности атаковать любые обнаруженные вражеские корабли.
Германская подводная лодка U-9  капитан-лейтенанта О. Веддигена имел задачу атаковать британские транспорты в восточной части Ла-Манша, однако была вынуждена сменить позицию в поисках укрытия от шторма. Германский командир заметил британские корабли на дистанции, когда уже можно было атаковать их торпедами. Однако он решил сблизиться для более эффективного применения торпедного оружия. В 06:20 Веддиген выстрелил одну торпеду в «Абукир». Торпеда поразила крейсер в правый борт в районе машинного отделения; командир «Абукира» решил, что крейсер подорвался на мине, поэтому приказал другим кораблям приблизиться, чтобы они приняли раненых. «Абукир» начал быстро крениться и в 6:55 перевернулся, несмотря на контрзатопление отсеков.
Когда «Хог» приблизился к тонущему крейсеру, его командир Уилмот Николсон понял, что это была подводная атака и просигналил «Кресси» искать перископ. В это же время с «Хога» в воду бросали всё, что могло плавать и тем самым старались помочь оказавшимся в воде морякам с «Абукира». Остановившийся и спустивший на воду все свои шлюпки «Хог» был поражен двумя торпедами около 6:55. Освободившаяся от груза торпед U-9 временно показалась на поверхности, но затем снова погрузилась. «Хог» перевернулся приблизительно через десять минут после того, как был торпедирован, и в 07:15 затонул.
«Кресси» попытался таранить подводную лодку, но безуспешно, после чего возобновил спасательные работы. В 07:20 торпеда настигла и его. Веддиген дал двухторпедный залп, однако в «Кресси» попала только одна торпеда. Веддиген принял решение атаковать противника последней остававшейся торпедой. U-9, описав полукруг, обошла крейсер с другого борта и произвела залп. Торпеда попала в левый борт и вызвала взрыв нескольких котлов. «Кресси» получил сильный крен, затем перевернулся и затонул в 07:55. В 08:30 на помощь выжившим пришли несколько голландских кораблей, позднее к ним присоединились британские рыболовные траулеры. Общие потери англичан составили 1459 человек (62 офицера и 1397 рядовых), среди погибших были и 560 моряков с «Кресси». 837 человек были спасены.

## Комментарии
1. ↑  фактический ∅ торпед — 17,72 дюйма (450 мм)